# Biotit

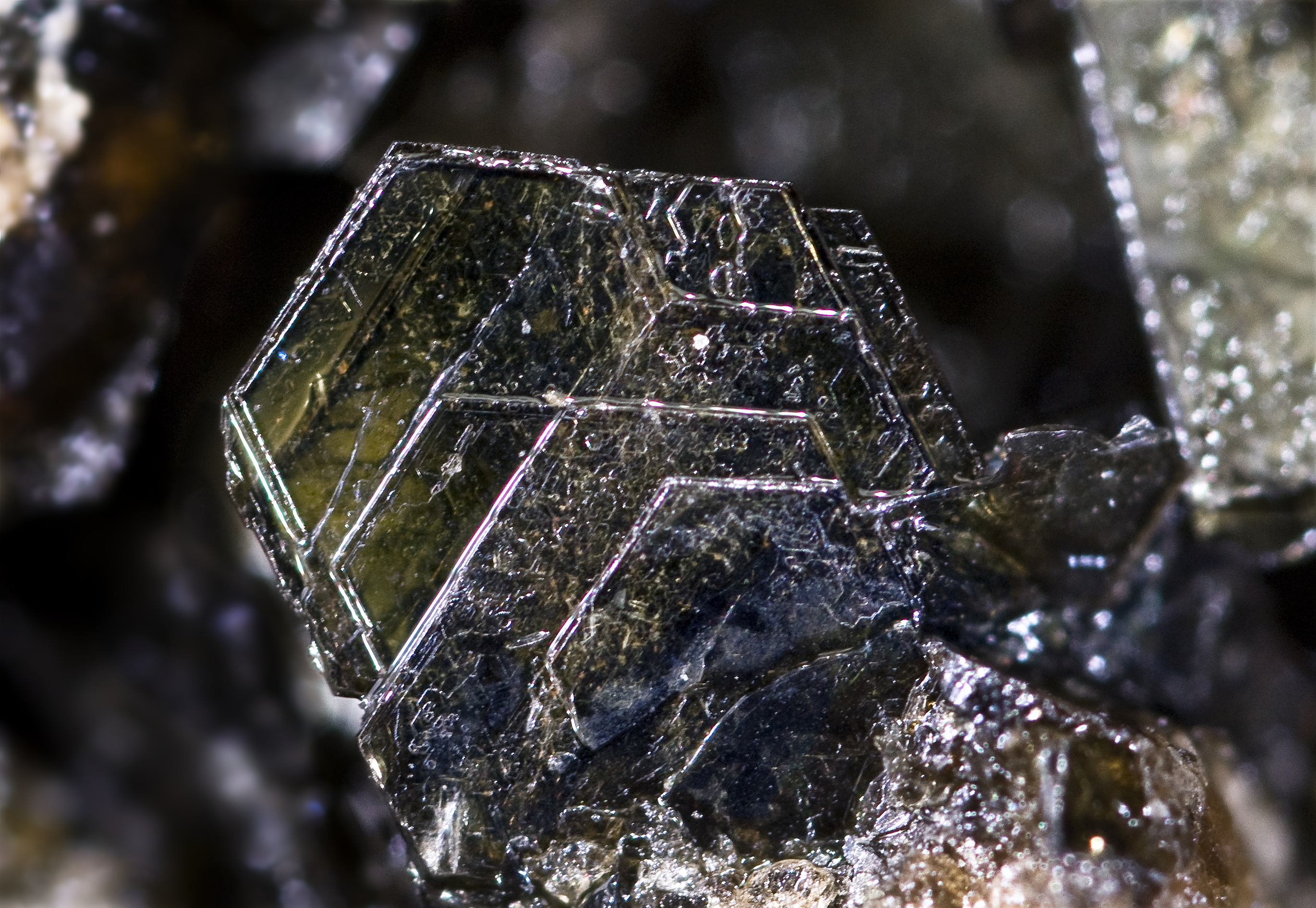
Biotit

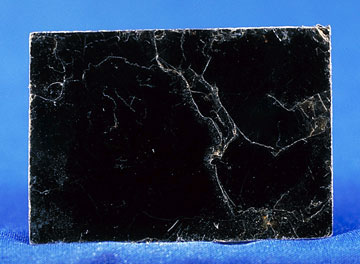
Biotitflaga.

Biotit är en mörk glimmer och ett vanligt förekommende fyllosilikat och aluminiummineral tillhörande glimmergruppen, med den kemiska formeln K(Mg, Fe)3AlSi3O10(F, OH)2. Biotit är en fast lösning mellan järn-ändledet och magnesium-ändledet, men sedan 1999 inte ett självständigt mineral enligt International Mineralogical Association. Det är antingen annit eller flogopit. Ytterligare grundämnen kan ingå varför den kemiska formeln ibland skrivs K(Mg,Fe2+)3(Fe3+AlTi)[(SiAl)3)O10(F, OH)2. Exempel där aluminium delvis ersätter kisel är mineralen siderofyllit och eastonit. 
Biotit betraktades som ett mineral av International Mineralogical Association fram till 1998, då dess status ändrades. I stället delades biotit upp i annit och flogopit och ingår i mineralgruppen sanna trioktaedriska glimmer. Termen biotit används fortfarande för att beskriva oanalyserad mörk glimmer i fält.

## Historia och etymologi
Biotit namngavs av J.F.L. Hausmann år 1847 för att hedra den franske fysikern Jean-Baptiste Biot, som 1816, utforskade de optiska egenskaperna av glimmer och upptäckte många unika egenskaper.

## Egenskaper
Medlemmar av biotitgruppen är fyllosilikater. Järn, magnesium, aluminium, kisel, syre och väte bildar blad som är svagt bundna till varandra av kaliumjoner. Termen "järnglimmer" används ibland för järnrik biotit, men termen syftar även på en flagnande glimmrande form av hematit. Med fälttermen lepidomelan för oanalyserad järnrik biotit undviks denna tvetydighet. Biotit kallas också  "svart glimmer", i motsats till "vit glimmer" (muskovit) - båda bildas under samma förhållanden, och i vissa fall sida vid sida. När biotit vittrar bildas gulglänsande blad, som i folkmun kallas kattguld.
Liksom andra glimmermineral har biotit en mycket perfekt basal spaltning. Biotit består av flexibla blad eller lameller (en skillnad mot sprödglimmrar), som lätt flagnar av. Biotit tillhör det monoklina kristallsystemet, med tavelformade till prismatiska kristaller med en uppenbar pinakoid avslutning. Det har fyra prismaytor och två pinakoidytor för att bilda en pseudohexagonal kristall. Även om det inte är lätt att se på grund av spaltningen och bladen, är brottet ojämnt. Det verkar grönaktigt till brunt eller svart, och till och med gult när det är vittrad. Det kan vara genomskinligt till ogenomskinligt, ha en glasaktig till pärlaktig glans och ett gråvitt streck. När biotitkristaller finns i stora bitar kallas de "böcker" eftersom de liknar böcker med många blad. Färgen på biotiten är vanligtvis svart och mineralet har en hårdhet på 2½–3 på Mohs skala för mineralhårdhet.
Biotit löser sig i både sura och alkaliska vattenlösningar, med de högsta upplösningshastigheterna vid lågt pH. Biotitupplösning är dock mycket anisotropisk med kristallkantytor (hk0) som reagerar 45 till 132 gånger snabbare än basala ytor (001).

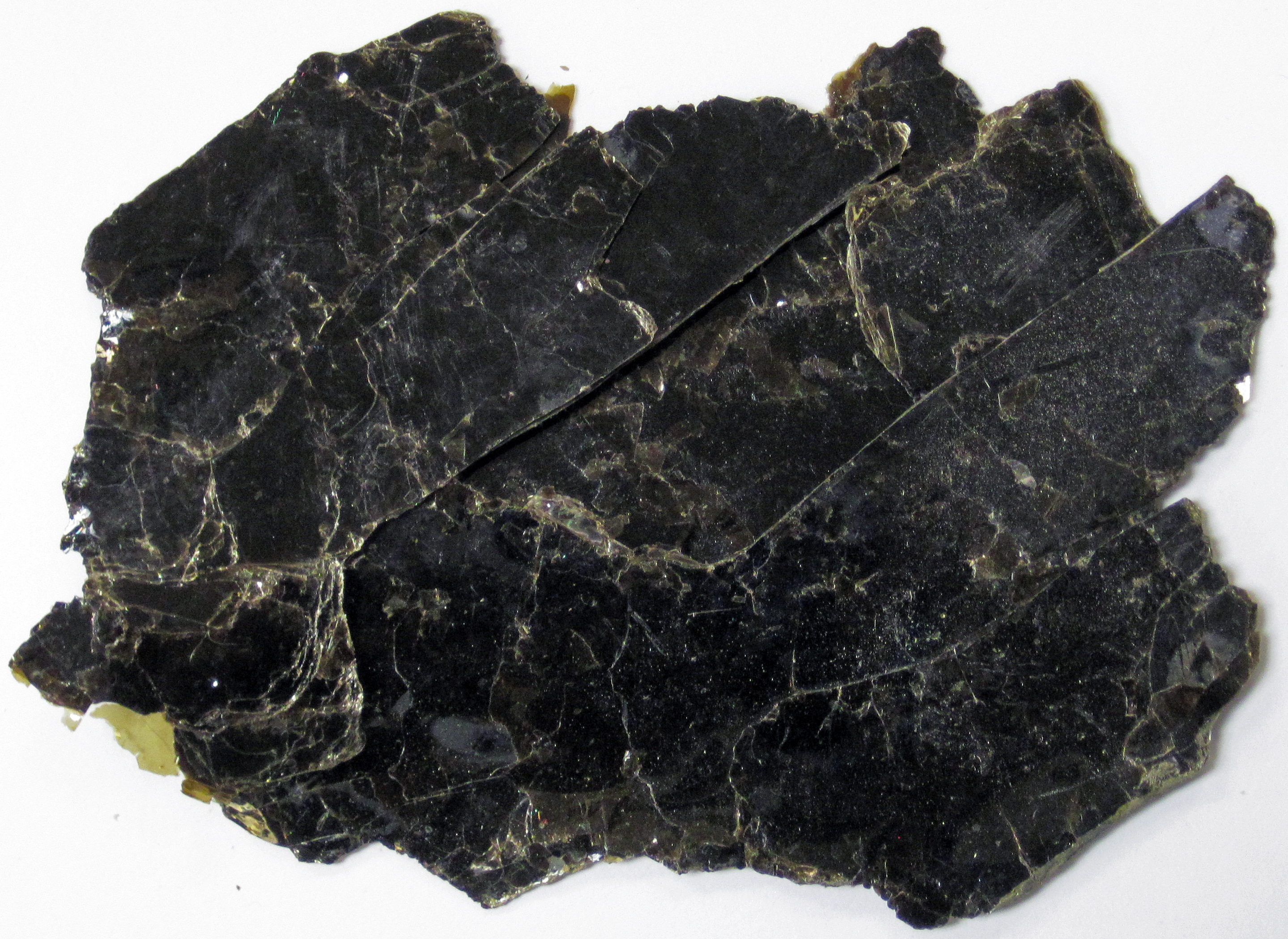
Flakiga biotitskivor.
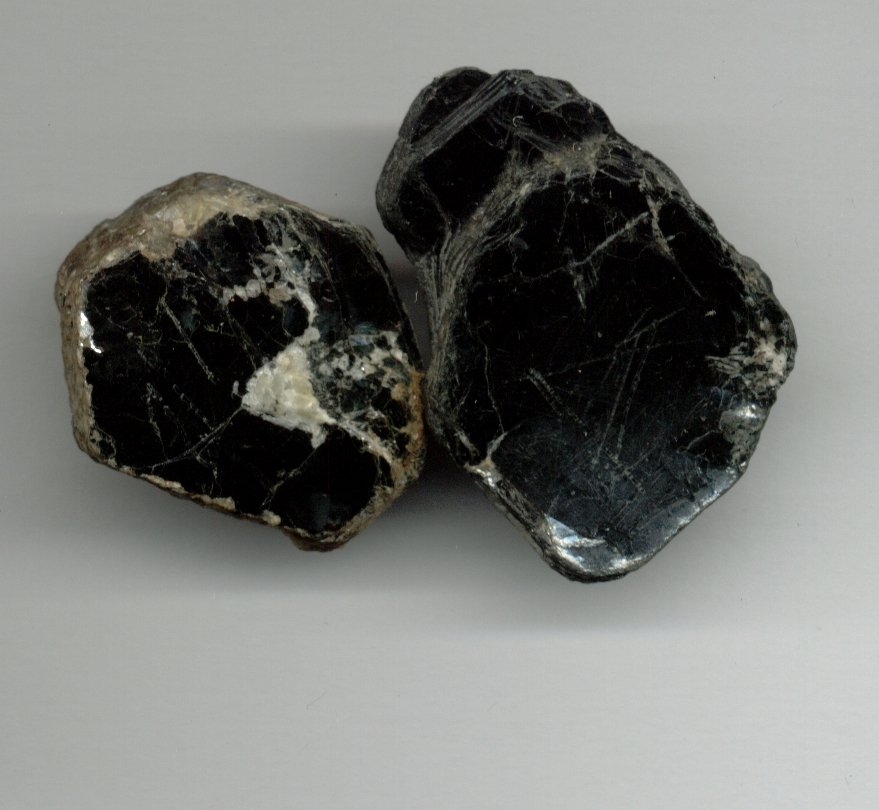
Tjockt biotitprov med många blad.
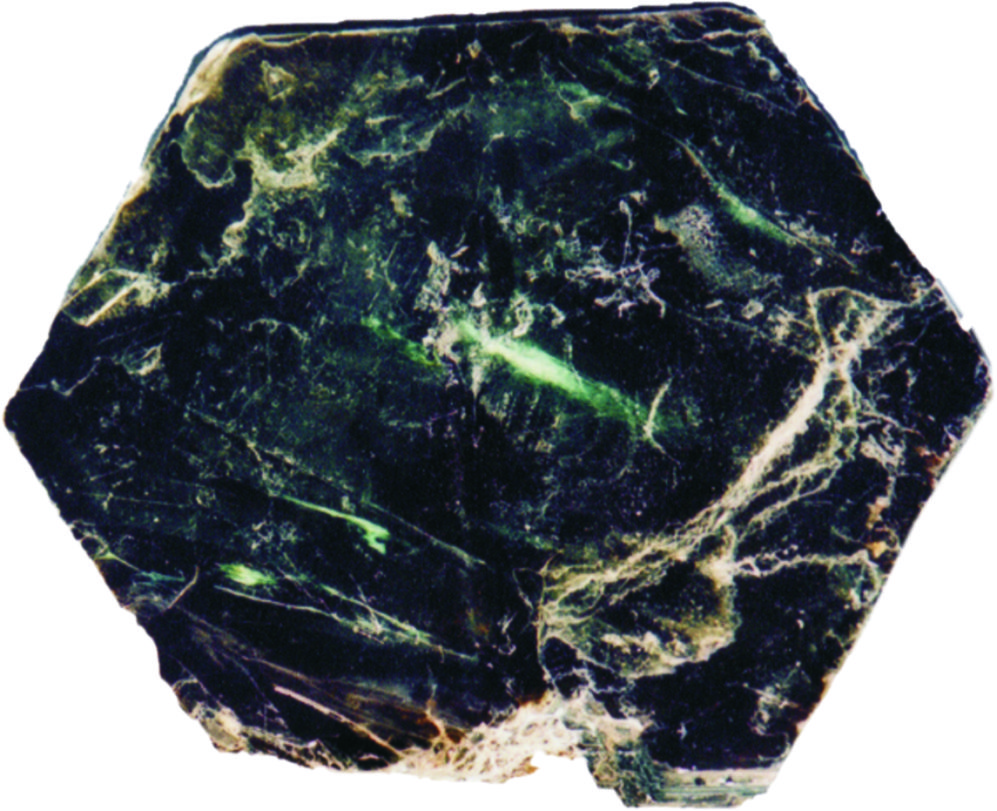
Biotitkristall med pseudohexagonal form.

### Optiska egenskaper
I tunnslip (tjocklek = 30μm) uppvisar biotit måttlig relief och en blek till djupt grönbrun eller brun färg, med måttlig till stark pleokroism. Biotit har en hög dubbelbrytning som delvis kan maskeras av dess djupa inneboende färg. Under korspolariserat ljus uppvisar biotit fördunkling ungefär parallellt med spaltlinjer och kan ha karakteristiskt Bird's eye extinction, ett fläckigt utseende orsakat av förvrängning av mineralets flexibla lameller under polering av den tunnslip. Basala sektioner av biotit i tunna sektioner är vanligtvis ungefär sexkantiga till formen och verkar vanligtvis isotropa under korspolariserat ljus.

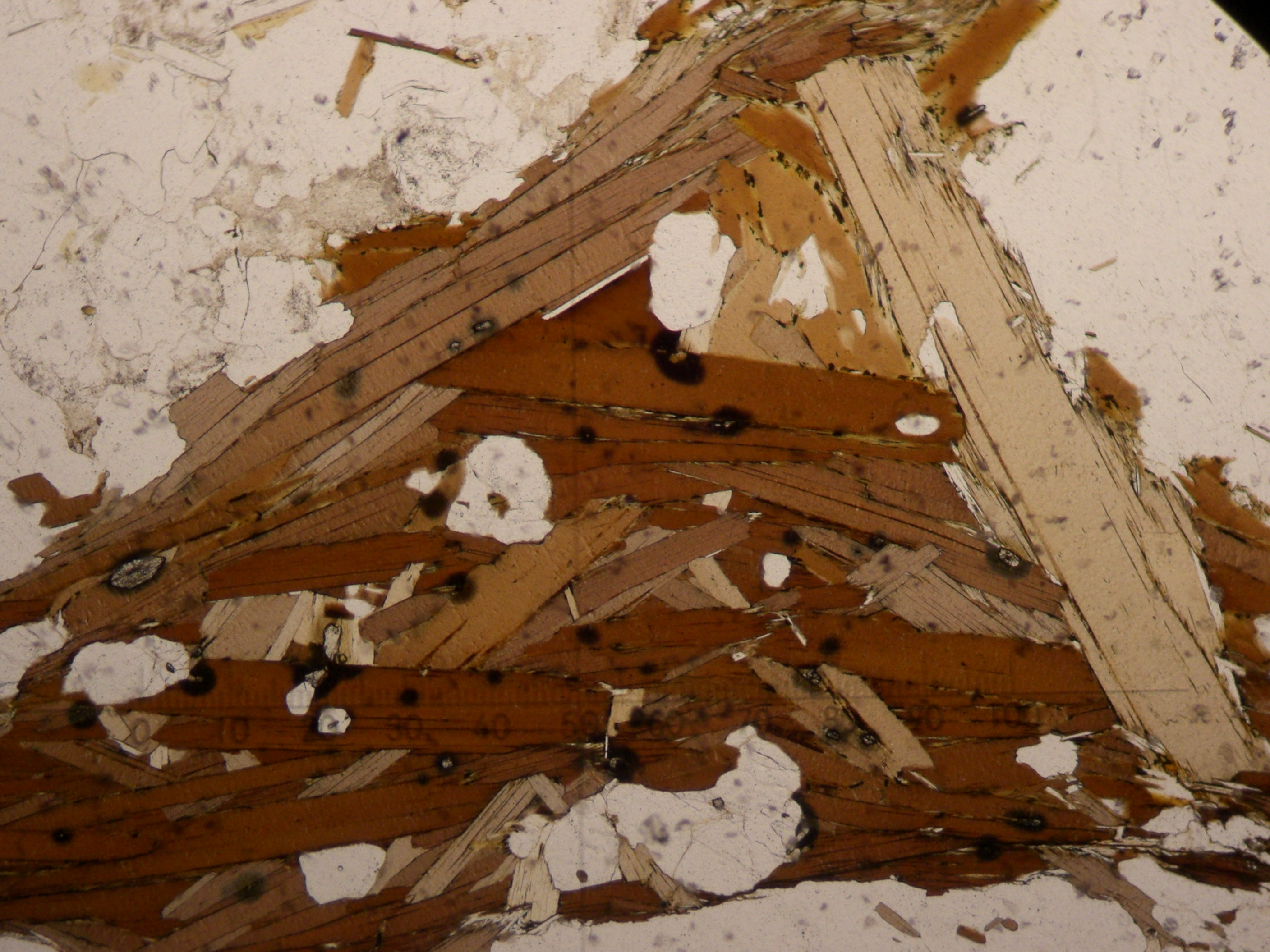
Biotit (brun) och muskovit i en ortognejs tunn sektion under planpolariserat ljus.
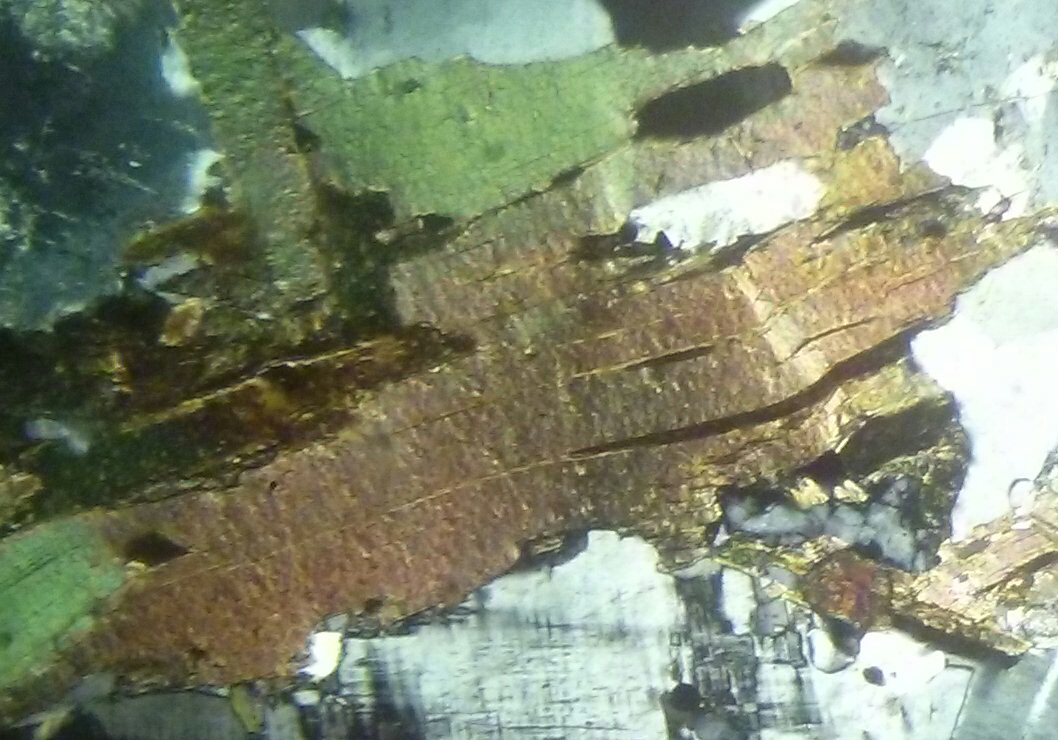
Biotit i tunnslip under korspolariserat ljus.
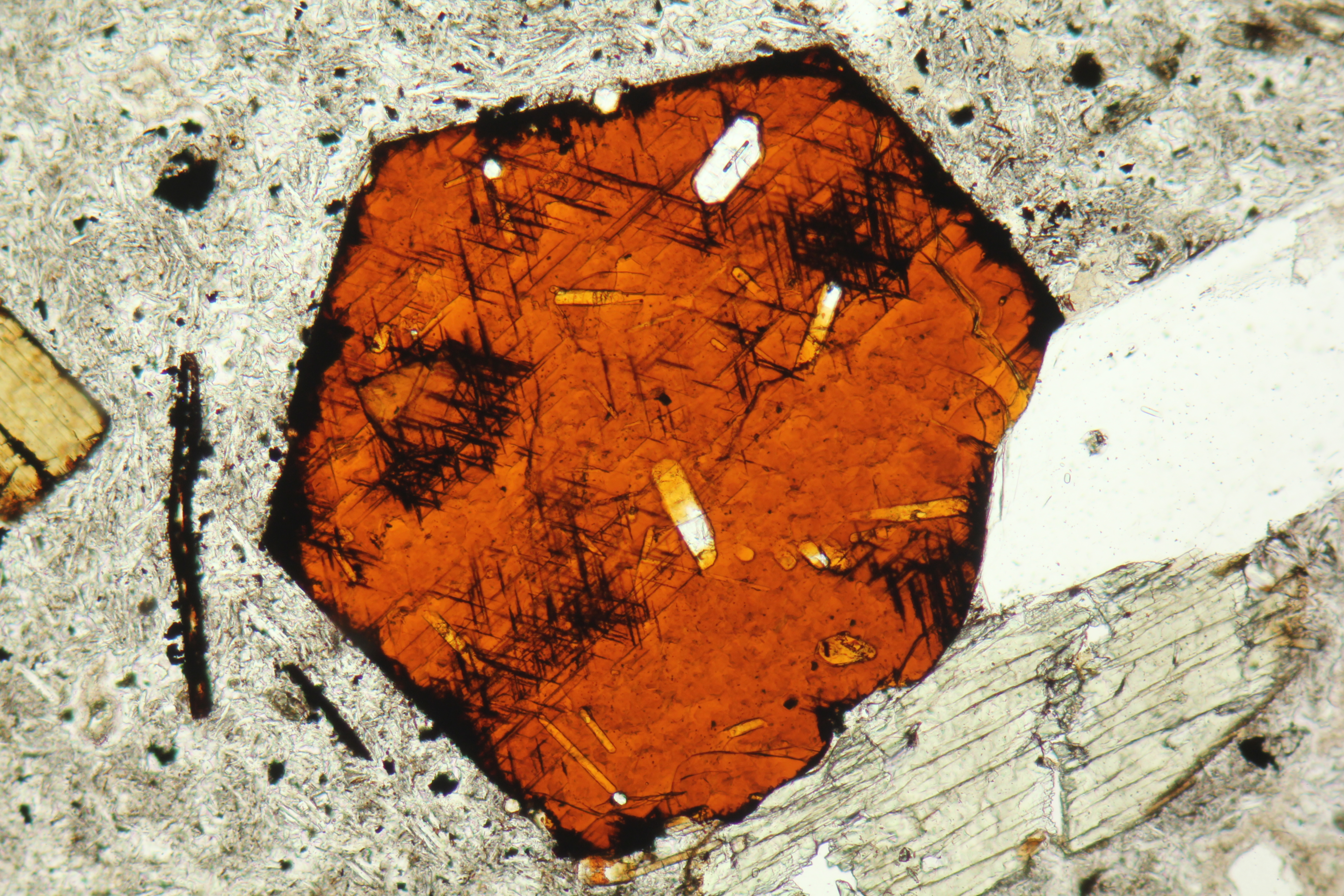
Basal sektion avbiotit, med nålformiga inslag av rutil, i tunn sektion under planpolariserat ljus.

## Förekomst
Medlemmar av biotitgruppen finns i en mängd olika magmatiska och metamorfa bergarter. Till exempel förekommer biotit i lavan på Vesuvius och i Monzonis påträngande komplex i de västra Dolomiterna. Biotit i granit tenderar att vara fattigare på magnesium än biotiten som finns i dess vulkaniska motsvarighet, ryolit. Biotit är en viktig fenokristall i vissa sorter av lamprofyr. Biotit finns ibland i stora klyvbara kristaller, särskilt i pegmatitådror, som i New England, Virginia och North Carolina, USA. Andra notervärda förekomster är Bancroft och Sudbury, Ontario, Kanada. Biotit är ett vanligt mineral i svenska bergarter. Större packar har hittats i Derome och Kolsva (båda fältspatsbrott). Det är en väsentlig beståndsdel i många metamorfa skiffrar, och det bildas i lämpliga sammansättningar över ett brett intervall av tryck och temperatur. Det har uppskattats att biotit utgör upp till 7 procent av den exponerade kontinentala jordskorpan.
En magmatisk bergart som nästan helt består av mörk glimmer (biotit eller flogopit) är känd som en glimmerit eller biotitit.
Biotit kan hittas i samband med dess vanliga förändringsprodukt klorit.
De största dokumenterade enkristallerna av biotit var cirka 7 m2 blad som hittades i Iveland, Norge.

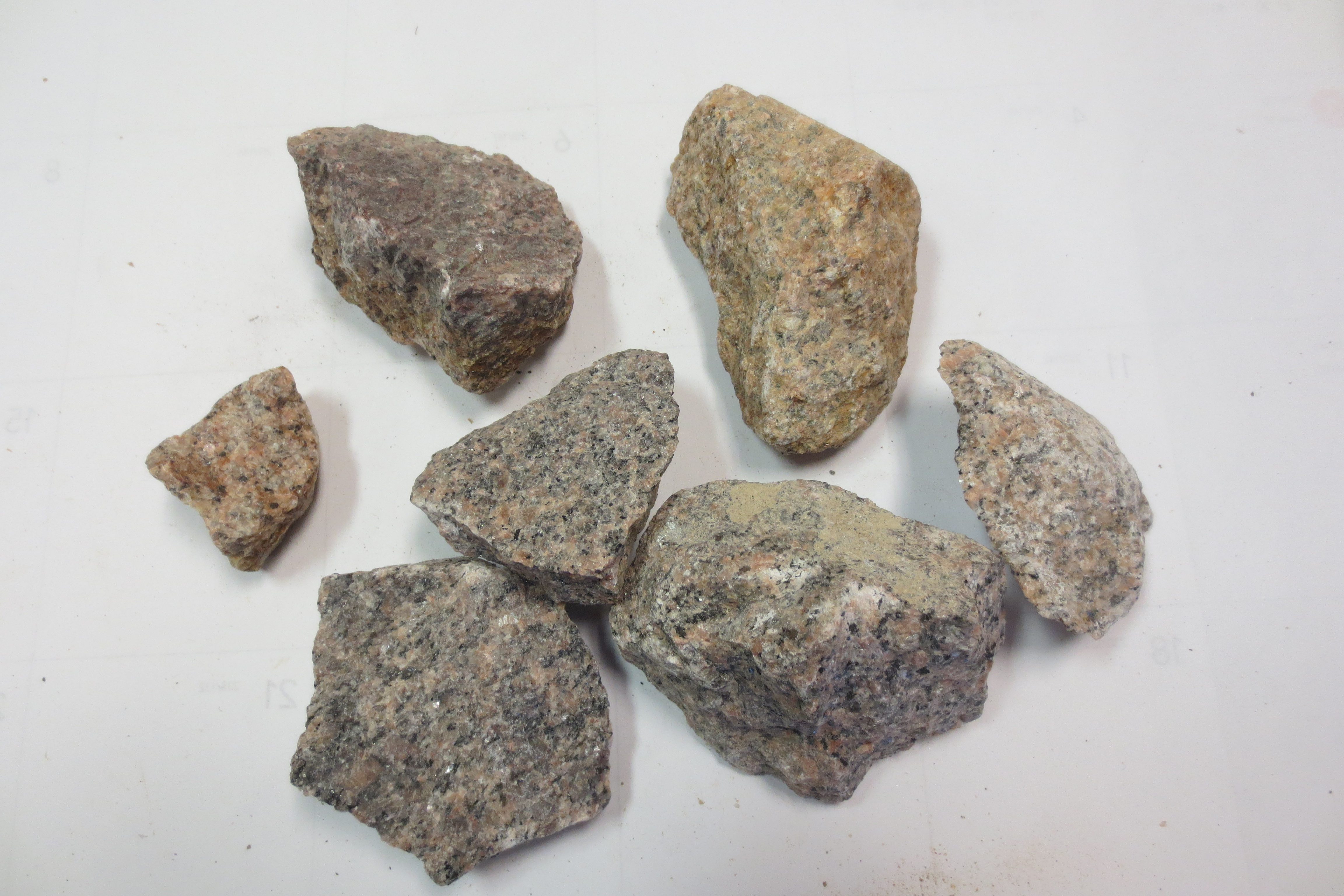
Biotitbärande granitprov (små svarta mineral).
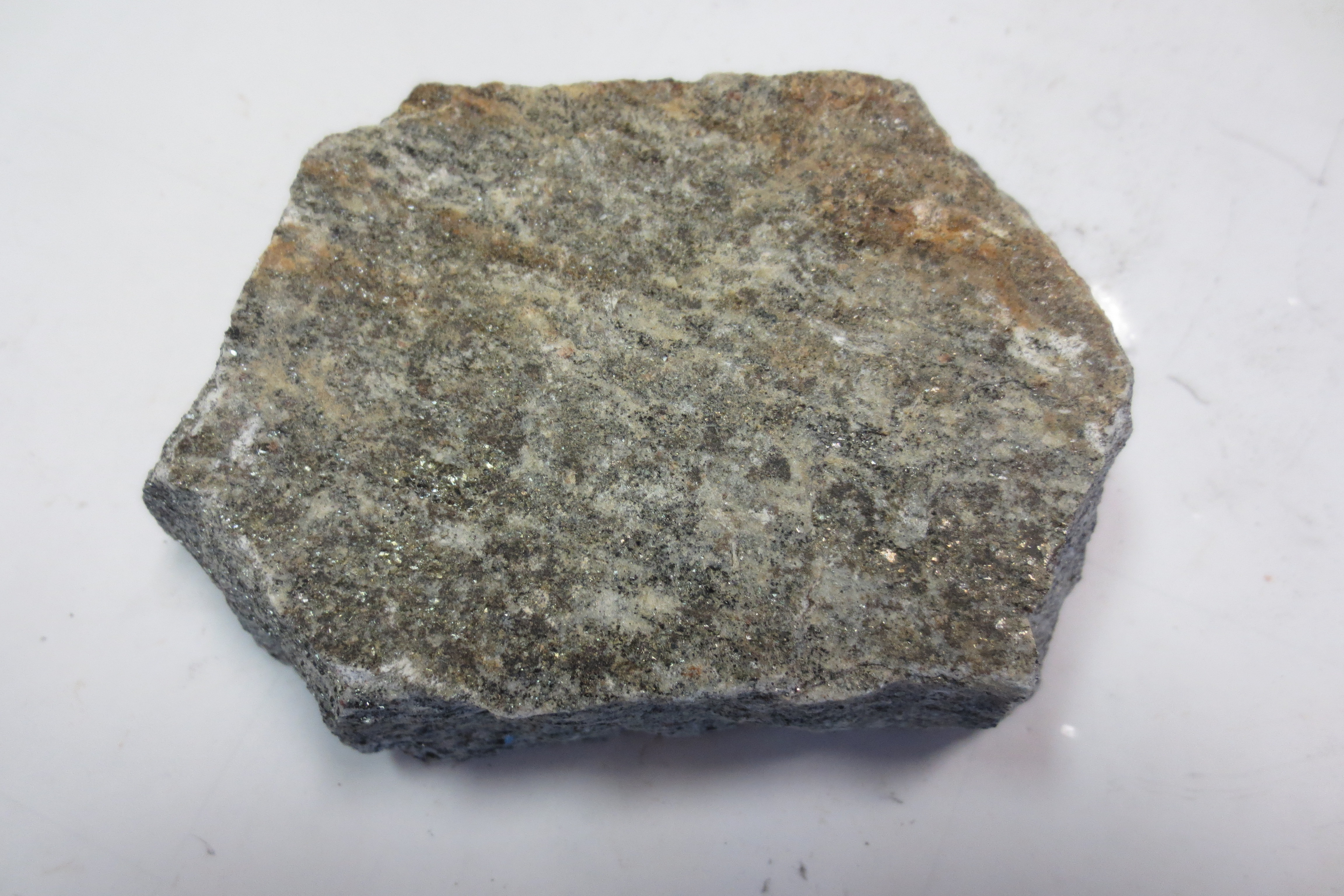
Biotitbärande gnejsprov.
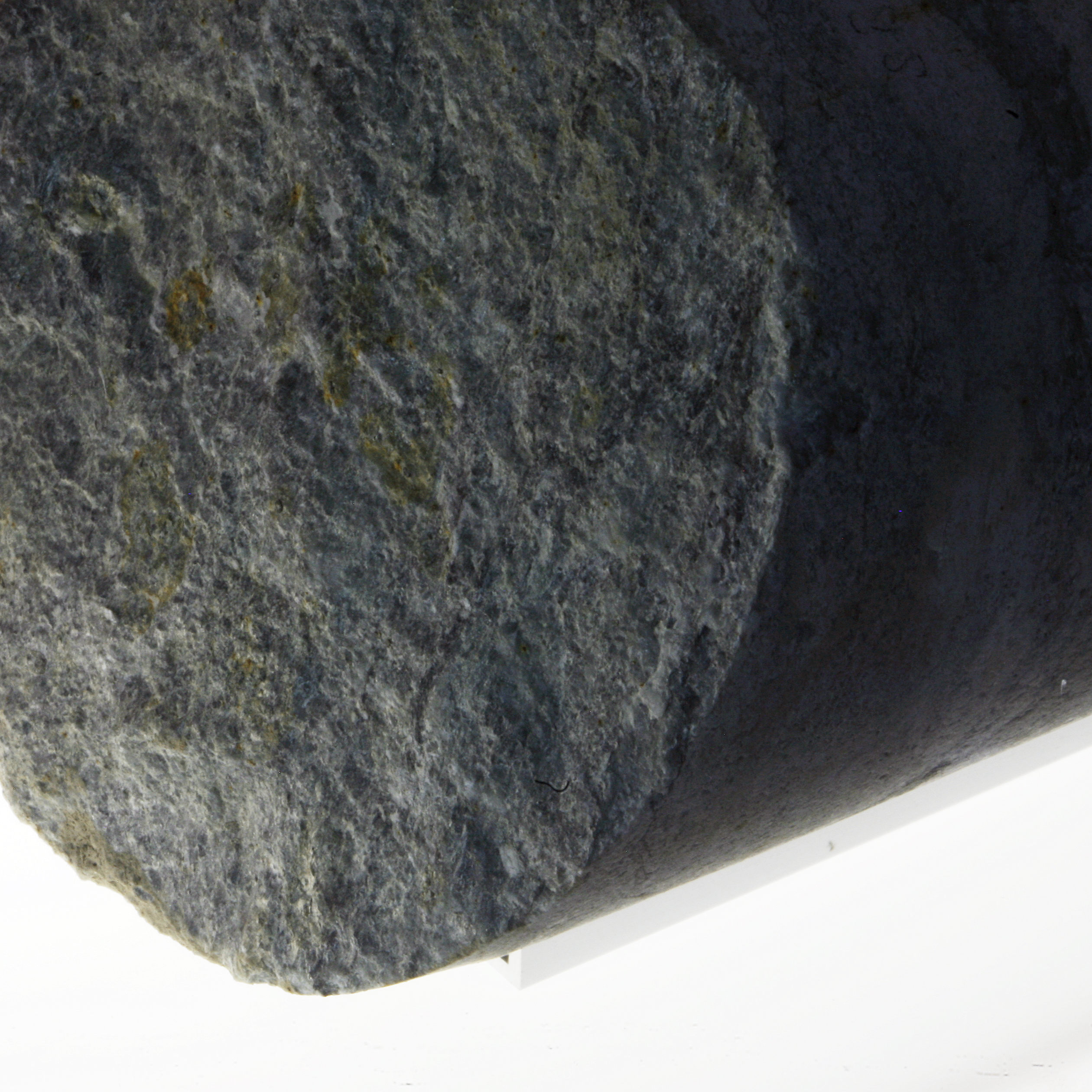
Gnejsprov med biotit och klorit (grön), en vanlig förvandlingsprodukt av biotit.
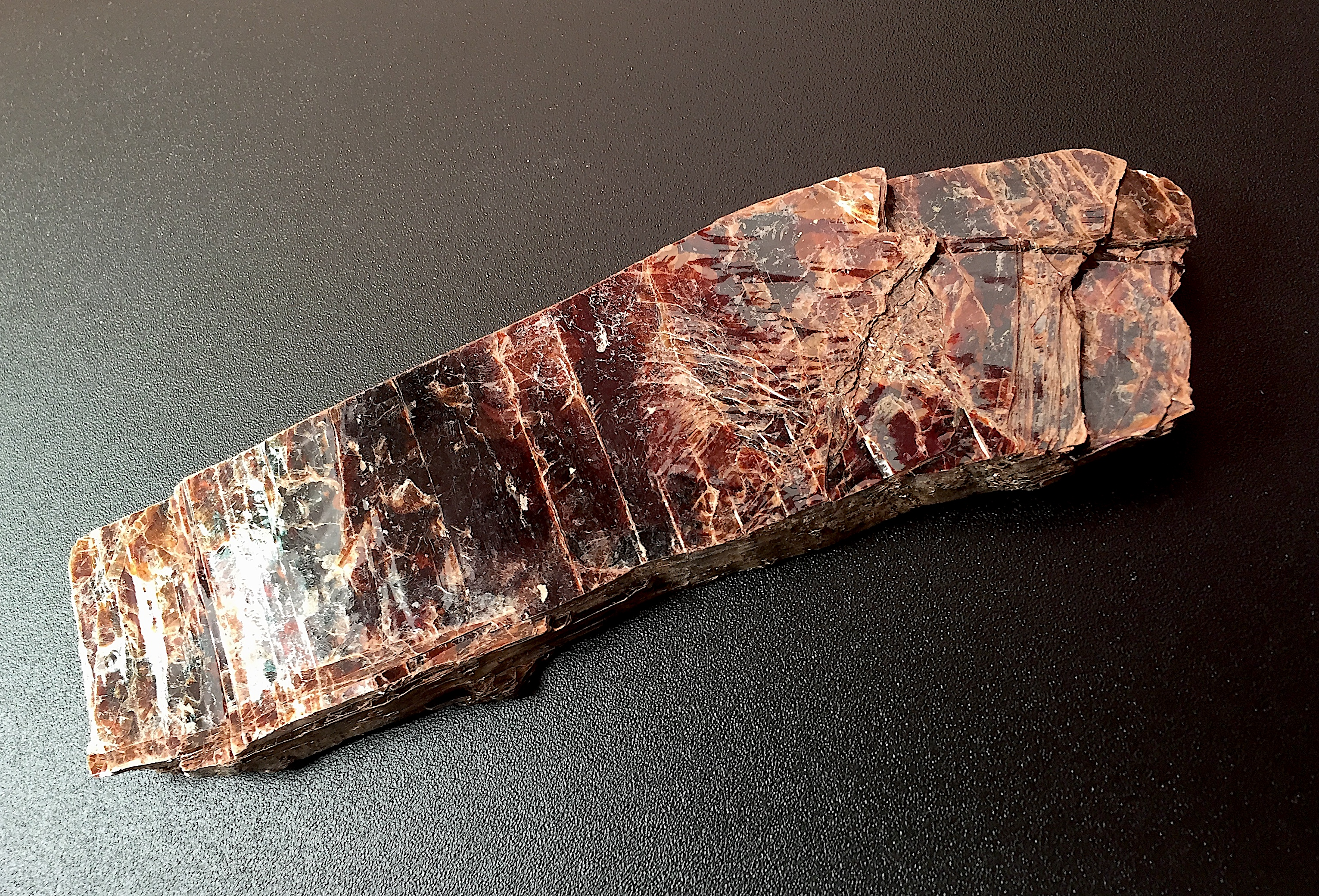
Glimmerit från Namibia.

## Användning
Biotit används i stor utsträckning för att avgöra bergarters ålder, antingen genom kalium-argon-datering eller argon-argon-datering. Eftersom argon lätt försvinner från biotitkristallstrukturen vid höga temperaturer, kan dessa metoder  endast ge minimiålder för många bergarter. Biotit kan också användas  för att bedöma temperaturhistoriken för metamorfa bergarter, eftersom fördelningen av järn och magnesium mellan biotit och granater påverkas av temperaturen.